# Coenagrion caerulescens
L'Azzurrina mediterranea (Coenagrion caerulescens Fonscolombe, 1838) è una damigella della famiglia Coenagrionidae. Gemella più meridionale di C. scitulum, che predilige tuttavia ambienti di acqua corrente a quelli stagnanti.

## Descrizione
Molto simile a C. scitulum, se ne distingue per le due ampie macchie chiare ai lati del pronoto, lo pterostigma triangolare e acuto, e per la maggior presenza di nero sui segmenti addominali S3-5 (più di metà rispetto al blu). Nella ssp. italiana caesarum, la macchia sul secondo segmento addominale è spesso ridotta ad un funghetto invece che essere a "testa di gatto", similmente a quella di Enallagma cyathigerum.

## Distribuzione e Habitat
Distribuita nel Mediterraneo occidentale, è presente in Italia, Francia meridionale e penisola iberica, nonché in nord Africa e nelle isole maggiori. In Italia è riportata soprattutto nelle regioni meridionali e centrali, con pochissime segnalazioni in Piemonte e Lombardia. Piuttosto comune lungo lo Ionio, in Sicilia e Sardegna, è invece molto rara sul versante adriatico.
La specie ama acque correnti e debolmente correnti assolate e con ricca vegetazione ripariale, come rivoli, risorgive e fossi, ma si trova anche in stagni e pozze di piccole dimensioni.